# Yankee Candle
 (février 2021).
Yankee Candle (officiellement The Yankee Candle Company) est une entreprise américaine de fabrication et vente de bougies parfumées et autres accessoires de décoration liés.
Ayant son siège à South Deerfield dans le Massachusetts, la société appartient, depuis 2013, à Jarden, elle-même acquise en 2016 par Newell Brands.

## Histoire

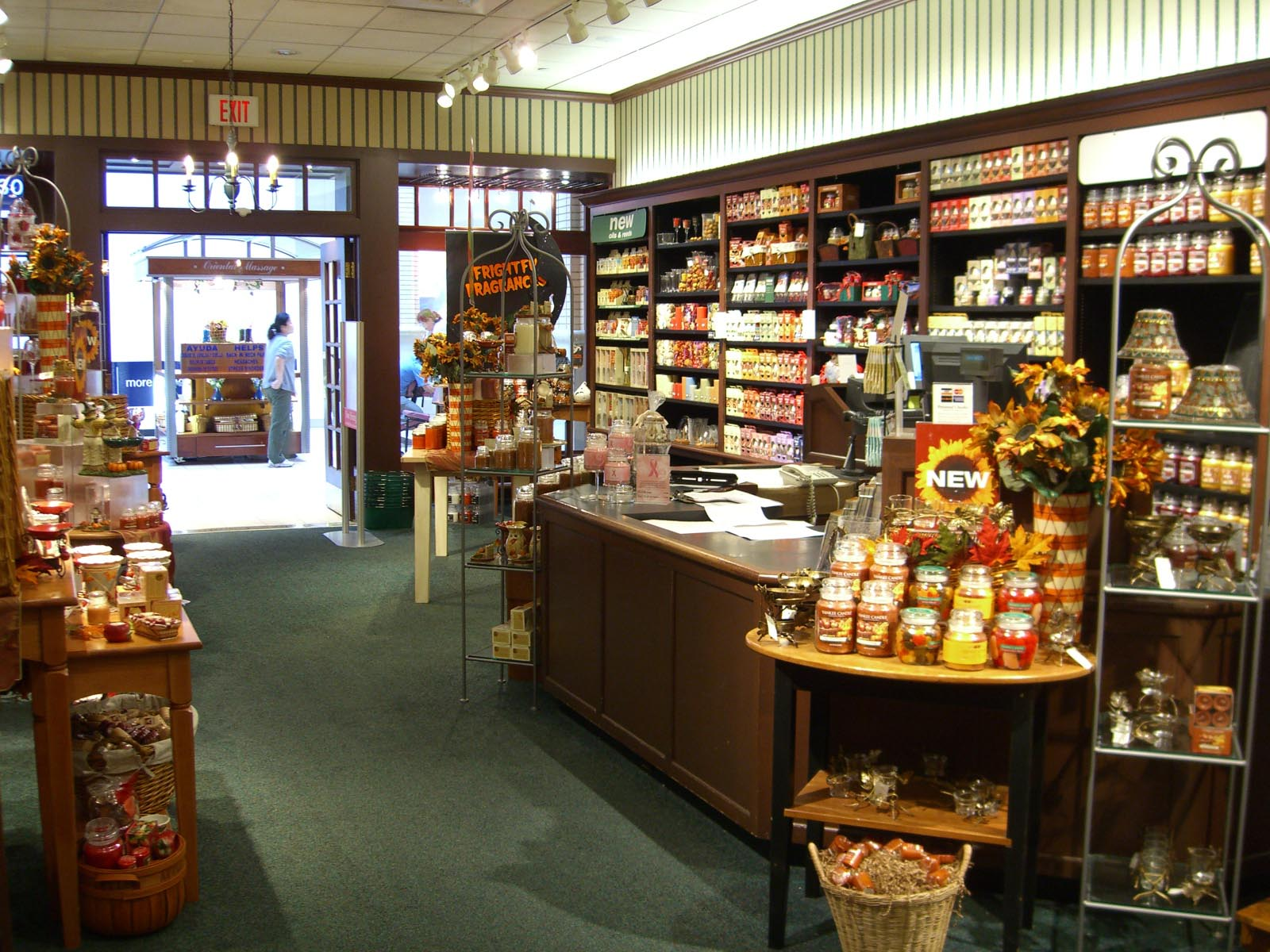
Intérieur de la boutique Yankee Candle de Jersey City, New Jersey.

La marque, créée par Michael Kitteredge, fait ses débuts en 1969. La première bougie parfumée en jarre, futur élément principal du succès de la licence, est mise sur le marché en 1974.
Entre 1983 et 1984, un magasin et une usine sont installés à South Deerfield, au Massachusetts. Dix ans plus tard, en 1994, pour les 25 ans de l'entreprise, ils s'installent à Whately, ville du même État.
En 1996 la marque se met au goût du jour et lance son site internet afin de toucher une toute nouvelle génération de consommateurs.[réf. nécessaire]
C'est deux années plus tard, en 1998, que la marque s'attaque au marché européen et vient s'implanter au Royaume-Uni, plus précisément à Bristol où ouvrira un centre de distribution qui alimentera les pays européens. En 2002, le premier magasin ouvre ses portes sur le territoire européen à Worthing, Royaume-Uni.
En 2012, la version européenne du site internet est lancée dans sa version britannique, il sera traduit en 2016 pour la France, l'Italie et l'Allemagne. La même année, le premier site de production de la marque sur le sol européen voit le jour en République tchèque, à Most.
En 2016 toujours, Jarden, le propriétaire de Yankee Candle est racheté par Newell Rubbermaid pour 15 milliards de dollars.
Le 24 juillet 2019, le fondateur de la marque, Michael Kitteredge décède au "Brigham and Women’s Hospital" à Boston, alors âgé de 67 ans.

## Produits

### Bougies
Il existe une large gamme de bougies parfumées de différentes tailles. En effet, plusieurs formats de bocaux sont disponibles : grandes jarres de 623g, moyennes de 411g et petites de 104g[non neutre].

Boutiques Yankee Candle à Jersey City et à Millbury.
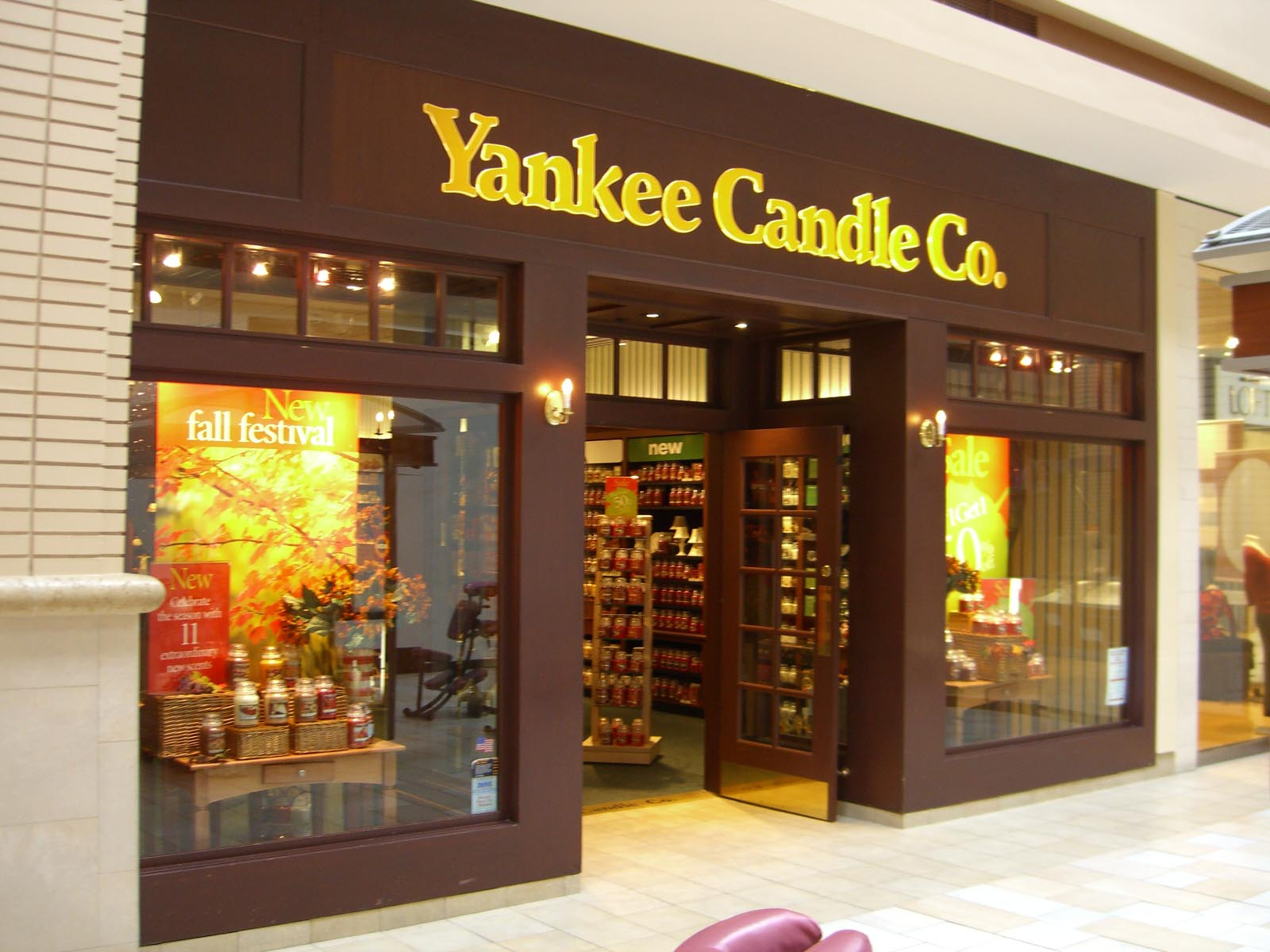
À Jersey City, New Jersey.
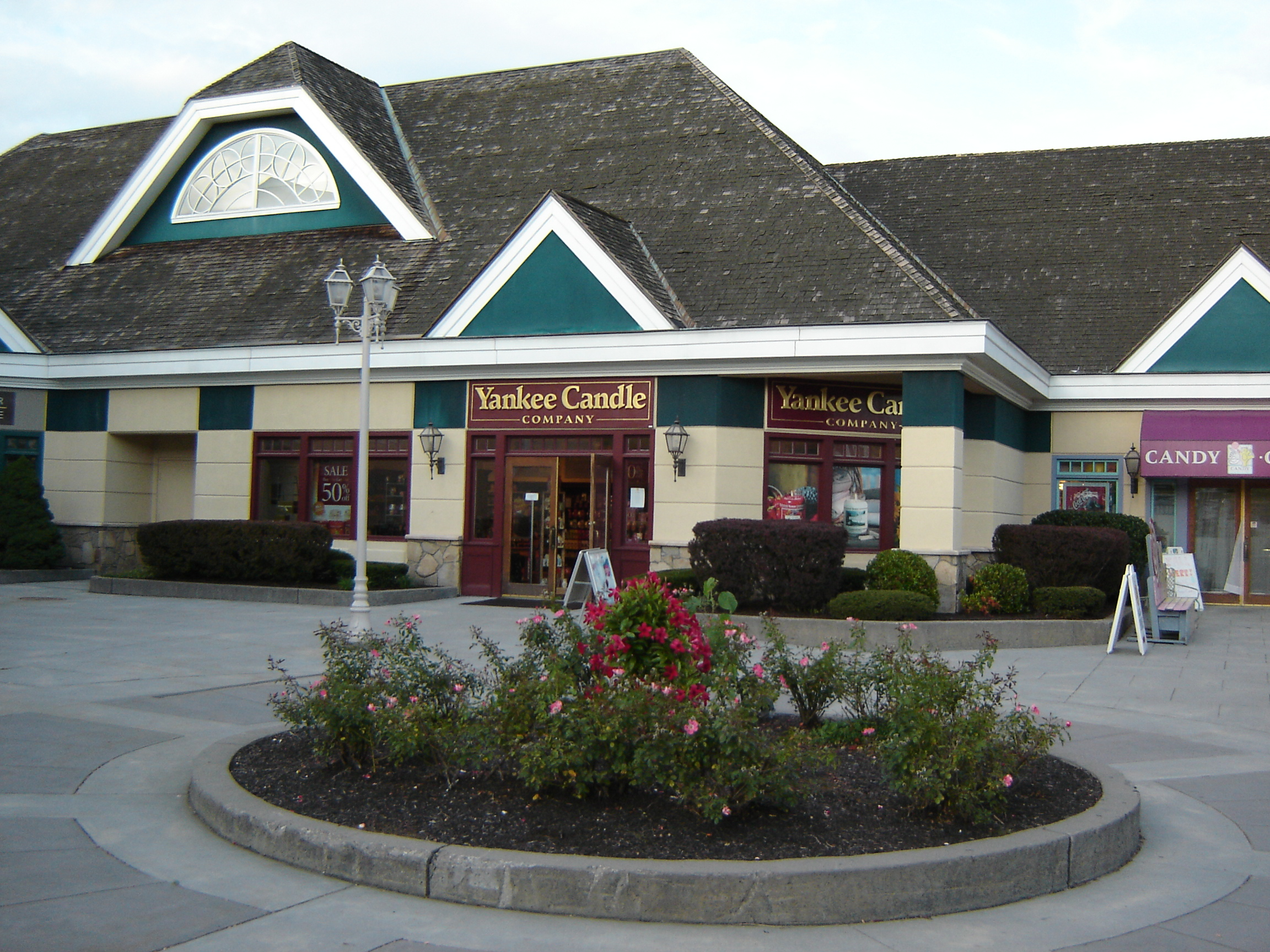
À Millbury (Massachusetts).